# Railway Exchange Building
Le Railway Exchange Building, également connu sous le nom de Santa Fe Building, est un bâtiment de la ville de Chicago, dans l'État de l'Illinois aux États-Unis. Cet immeuble de bureaux de 17 étages se trouve au 224 South Michigan Avenue, au sein du quartier historique de Michigan Boulevard District, dans le secteur communautaire du Loop. Il a été conçu dans le style Chicago par Frederick P. Dinkelberg de la firme d'architectes D. H. Burnham & Company. Dinkelberg était également le designer associé de Daniel Burnham pour le Flatiron Building à New York.
Le bâtiment est reconnaissable à sa grande enseigne "Motorola" sur le toit, visible depuis Grant Park de l'autre côté de Michigan Avenue et du lac Michigan. Il est également remarquable pour ses fenêtres rondes en forme de hublot le long de la corniche. Il est situé juste au nord de la Metropolitan Tower et jouxte le Symphony Center (anciennement Orchestra Hall, le bâtiment de l'orchestre symphonique de Chicago) ; non loin se trouve le Peoples Gas Building, un bâtiment classé monument historique.

## Architecture
Bien que le Railway Exchange Building soit bordé à l'Est par Michigan Avenue, l'une des avenues les plus empruntées de Chicago, l'entrée principale du bâtiment se trouve sur Jackson Boulevard au sud. Cela s'explique par le fait que Jackson Boulevard était une rue plus importante que Michigan Avenue à l'époque de la construction du bâtiment. Son entrée monumentale aurait été conçue par Daniel Burnham, chef du cabinet d'architectes et principal actionnaire du bâtiment. L'entreprise a déménagé ses bureaux au quatorzième étage et les descendants de Burnham sont devenus les propriétaires du bâtiment jusqu'en 1952.
Ce bâtiment de l'école d'architecture de Chicago incorpore des détails de style Beaux-Arts. Près de l'entrée voûtée, côté Jackson Boulevard, un grand escalier menait aux magasins et à un balcon au deuxième étage. La terre cuite émaillée de blanc recouvre la façade extérieure et la cour intérieure et le puits de lumière (lightwell) est bordé de briques émaillées de blanc. En architecture, un puits de lumière ou puits d'aération est un espace extérieur non couvert prévu dans le volume d'un grand bâtiment pour permettre à la lumière et à l'air d'atteindre ce qui serait autrement une zone sombre ou non ventilée. Des motifs de style classique ont été utilisés pour les denticules ornementales, les balustres et les chapiteaux de colonnes.
Le bâtiment est entièrement conçu en charpente d'acier. Le salon d'origine du bâtiment, comprenant des scènes murales de la Rome antique, est utilisé en tant que salle de conférence privée de la Chicago Architecture Foundation au premier étage.
En juillet 2012, le panneau Santa Fe, situé au niveau du toit, a été remplacé par un panneau lumineux Motorola lorsque Motorola Solutions a emménagé ses bureaux sur tout un étage de l'immeuble. Les lettres du panneau Santa Fe ont été remises au Illinois Railway Museum. Après une restauration de quatre ans, l'enseigne a été exposée au musée en 2016.
Le bâtiment est important en tant que site historique parce que Daniel Burnham et Edward H. Bennett ont réalisé le plan de Chicago de 1909 dans un penthouse situé à l'angle nord-est du toit.

## Occupants
Le bâtiment a été construit à l'origine comme échange ferroviaire pour Atchison, Topeka and Santa Fe Railway, la compagnie de chemin de fer de Santa Fe. La firme Burnham & Company avait des bureaux au 14e étage. Bien que le successeur du cabinet Graham, Anderson, Probst & White, ait déménagé, plusieurs sociétés d'architectes y ont toujours leurs sièges, notamment les Goettsch Partners, VOA Associates, Harding Partners et les bureaux de Chicago de Skidmore, Owings & Merrill.
Le bâtiment a été acheté par l'Université de Notre-Dame-du-Lac en 2006. Le Mendoza College of Business de l'université a commencé à y organiser des cours à partir de 2008.
Le siège de la Chicago Architecture Foundation se trouve dans le bâtiment. Une zone d'exposition au rez-de-chaussée est ouverte au public et la fondation exploite une boutique de souvenirs et une librairie du côté de Michigan Avenue.